# Campanularia longitheca
Campanularia longitheca is een hydroïdpoliep uit de familie Campanulariidae. De poliep komt uit het geslacht Campanularia. Campanularia longitheca werd in 1924 voor het eerst wetenschappelijk beschreven door Stechow. 